# Georgi Malezanow
Georgi Malezanow (buł. Георги Малезанов) (ur. 15 czerwca 1927) – bułgarski pięściarz. Reprezentant kraju podczas igrzysk olimpijskich w 1952 w Helsinkach. 
Na igrzyskach w Helsinkach wystąpił w turnieju wagi piórkowej. W pierwszej rundzie przegrał z Jánoszem Erdeim z Węgier.